# 杰克·特威曼
杰克·特威曼（英語：Jack Twyman，1934年5月11日—2012年5月30日），美国NBA联盟前职业篮球运动员。